# 布龍貝格條約
《布龍貝格條約》（德語：Vertrag von Bromberg）或《比得哥什條約》是波蘭的揚二世·卡齊米日和勃蘭登堡-普魯士的選帝侯腓特烈·威廉之間的條約，於1657年11月6日在布龍貝格（今比得哥什）獲得批准。該條約有幾項協議，包括1657年9月19日勃蘭登堡-普魯士和波蘭-立陶宛特使在東普魯士韋勞（今加里寧格勒茲納緬斯克）簽署的韋勞條約。因此，布龍貝格條約有時被稱為《韋勞-布龍貝格條約》或《韋勞和布龍貝格條約》（波蘭語：traktat welawsko-bydgoski）。
作為第二次北方戰爭中的軍事援助和厄姆蘭歸還波蘭的交換，波蘭國王授予勃蘭登堡霍亨索倫家族在普魯士公國的世襲主權，典當了德拉海姆和埃爾賓到勃蘭登堡並將勞恩堡和比托作為世襲封地移交給霍亨索倫家族。
該條約在1660年的奧利瓦和約中得到確認並得到國際承認。埃爾賓由波蘭保留，但勞恩堡和比托地以及德拉海姆後來併入勃蘭登堡-普魯士。普魯士的主權構成了霍亨索倫後來加冕為普魯士國王的基礎。韋勞-布龍貝格條約一直有效，直到第一次瓜分波蘭後被華沙條約（1773年9月18日）取代。布龍貝格條約後來被認為是波蘭對普魯士外交政策中最嚴重的錯誤之一，因為它的後果對波蘭來說是致命的。